# Manfred Bockenfeld
Manfred Bockenfeld (ur. 23 lipca 1960 w Oeding) – były niemiecki piłkarz występujący na pozycji obrońcy.

## Kariera klubowa
Bockenfeld zawodową karierę rozpoczynał w 1978 roku w zespole 1. FC Bocholt z Oberligi. W 1980 roku awansował z tym klubem do 2. Bundesligi Nord. W 1981 roku spadł z nim jednak do Oberligi. Wówczas odszedł do Fortuny Düsseldorf, grającej w Bundeslidze. W tych rozgrywkach zadebiutował 8 sierpnia 1981 roku w przegranym 2:3 meczu z VfB Stuttgart. 30 października 1982 roku w wygranym 3:1 pojedynku z 1. FC Nürnberg strzelił pierwszego gola w Bundeslidze. W 1987 roku spadł z zespołem do 2. Bundesligi. Wówczas Bockenfeld opuścił Fortunę.
Latem 1987 roku został zawodnikiem ekipy Waldhof Mannheim z Bundesligi. Pierwszy ligowy mecz zaliczył tam 31 lipca 1987 roku przeciwko Bayerowi 04 Leverkusen (0:1). W Waldhofie spędził dwa lata. W tym czasie rozegrał tam 64 ligowe spotkania i zdobył w nich 12 bramek.
W 1989 roku Bockenfeld podpisał kontrakt z Werderem Brema, również występującym w Bundeslidze. Zadebiutował tam 29 lipca 1989 roku w zremisowanym 0:0 pojedynku z FC St. Pauli. W 1990 roku dotarł z klubem do finału Pucharu RFN, gdzie Werder uległ jednak 2:3 zespołowi 1. FC Kaiserslautern. W 1991 roku ponownie zdobył z nim Puchar Niemiec, a w 1992 roku wygrał z Werderem rozgrywki Pucharu Zdobywców Pucharów. W 1993 roku Bockenfeld zdobył z klubem mistrzostwo Niemiec. W 1994 roku po raz trzeci zdobył z nim Puchar Niemiec. W tym samym roku ponownie został graczem zespołu 1. FC Bocholt. W 1997 roku zakończył tam karierę.

## Kariera reprezentacyjna
Bockenfeld rozegrał 1 spotkanie w reprezentacji RFN. Było to 15 lutego 1984 roku w wygranym 3:2 towarzyskim meczu z Bułgarią.